# Łubin (pejzaż Stanisława Masłowskiego)
Łubin, pejzaż z Woli Rafałowskiej – obraz – akwarela, o wymiarach 66 × 98 cm, polskiego malarza Stanisława Masłowskiego (1853–1926) z 1924 roku, znajdująca się (2022) w zbiorach Muzeum Narodowego w Warszawie

## Opis
Akwarela, o wymiarach 66 × 98 cm, jest to pejzaż sygnowany u dołu po prawej: „STANISŁAW MASŁOWSKI./WOLA.1924.” przedstawiający rozległy letni krajobraz pól uprawnych. Po jego lewej stronie widoczna jest połać kwitnącego żółto łubinu. W prawo od niej widać powiązane snopki skoszonego zboża, co sygnalizuje porę żniw, a także niewielkie poletka nieokreślonych upraw o słomkowym zabarwieniu. U dołu, bliżej widza, w prawo, namalowano zielonawą połać zapewne porośniętą trawą z sygnaturą umieszczoną w prawym dolnym narożniku. W środkowej i lewej dolnej części akwareli dostrzegalny jest niewielki – prawdopodobnie warzywnik – z widocznymi główkami kapusty. Górną część, około jednej trzeciej powierzchni obrazu, zajmuje dość jednolite, słabo zachmurzone niebo, pod którym widać zarysy horyzontu z odległym poziomym zielonawym pasem lasu i sylwetkami dwu drzew.

## Dane uzupełniające
Omawiany obraz jest przykładem szeroko uprawianej przez artystę techniki akwarelowej. Motyw łubinu obok gryki należy do jego ulubionych, o czym świadczy inna podobnie zatytułowana wcześniejsza akwarela z 1909 roku. Niniejszy obraz jest jednym z pejzaży akwarelowych namalowanych podczas licznych plenerów spędzonych przez artystę w Woli Rafałowskiej (poczynając od 1903 roku, kiedy to powstała akwarela pod takimże tytułem). W następnych latach namalował między innymi: „Maki” (1911) i liczne „Gryki” z lat 1920, 1922 i 1924. Ostatni z tych plenerów w Woli przypadł na rok 1924 – rok powstania niniejszego obrazu. Mimo pogorszenia stanu zdrowia – artysta namalował pod tą „doskonałą datą” – jak ją określił jego syn historyk sztuki Maciej Masłowski – kilkanaście akwarel, w tym również wysoko ocenianą akwarelę „Ule”.
Niniejszy obraz był reprodukowany w publikacji:
Halina Cękalska-Zborowska: Wieś w Malarstwie i rysunku naszych artystów, Warszawa 1969, wyd. Ludowa Spółdzielnia Wydawnicza – reprodukcja czarno-biała poza tekstem.

## Literatura
- Halina Cękalska-Zborowska: Wieś w Malarstwie i rysunku naszych artystów, Warszawa 1969, wyd. Ludowa Spółdzielnia Wydawnicza
- Stanisław Masłowski – Materiały do życiorysu i twórczości, oprac. Maciej Masłowski”, Wrocław, 1957, wyd. „Ossolineum”
- Tadeusz Dobrowolski: Nowoczesne malarstwo polskie, t. 2, Wrocław-Kraków, 1960, wyd. „Ossolineum”
- Polski Słownik Biograficzny, Wrocław – Warszawa – Kraków – Gdańsk, 1975, wyd. „Ossolineum”, tom XX/1, zesz. 84